# Zoran Modli
Zoran Modli (en serbe cyrillique : Зоран Модли ; né le 22 avril 1948 à Zemun (Yougoslavie) et mort le 23 février 2020 à Belgrade (Serbie)[réf. nécessaire]) est un journaliste, animateur de radio et aviateur yougoslave puis serbe.

## Biographie

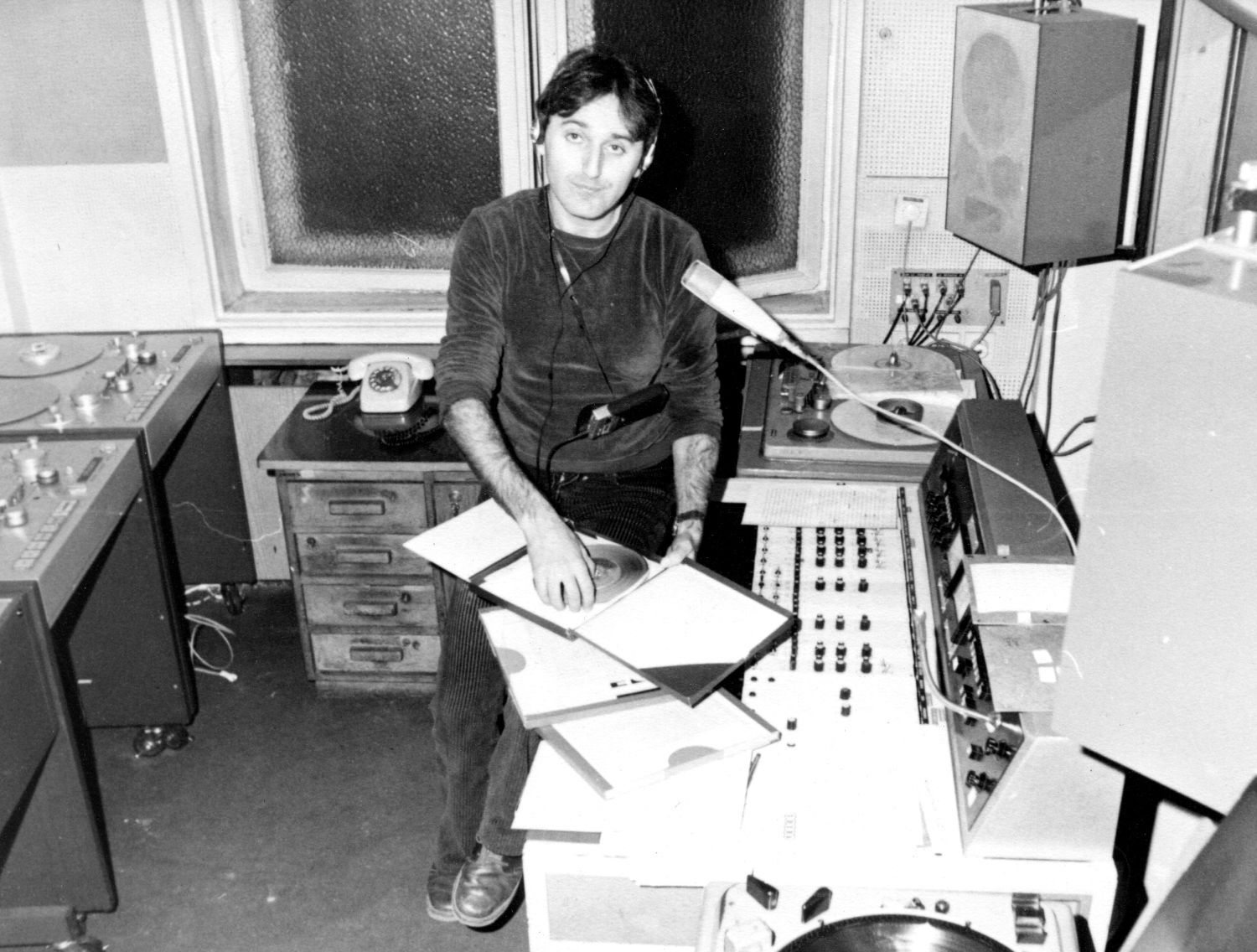
Zoran Modli dans un studio avant l'émission Ventilator 202 en 1982.

Zoran Modli a été l'une des personnalités radiophoniques les plus populaires de Yougoslavie dans les années 1980, avec son émission Ventilator 202. Il y a diffusé des enregistrements de démonstration de plusieurs groupes qui sont ensuite devenus célèbres dans le pays, comme Ekatarina Velika (EKV), Partibrejkers ou Rex Ilusivii. Il a animé cette émission jusqu'en 1987.